# Mike Grose
Mike Grose (Londres, 16 de março de 1941 — Londres, 7 de março de 2019) foi um músico britânico, ex-integrante da banda de rock Queen. Baixista original do grupo, tinha tocado ocasionalmente com o Smile, e recebeu um convite de Roger Taylor para ingressar no grupo.
Mike permaneceu no Queen durante alguns meses, presenciando fortes atritos entre os membros, principalmente Freddie Mercury e Taylor. Após o terceiro show com o conjunto, deixou o grupo. No entanto, foi uma separação amigável, pois Mike realmente achava que a banda tinha futuro. Além disto, algumas das idéias para o álbum de estreia do Queen vieram de Mike.